# 坎托尔亚诺希
坎托尔亚诺希，是匈牙利索博尔奇-索特马尔-贝拉格州所辖的一个村。总面积41.62平方公里，总人口2174，人口密度52.2人/平方公里（2011年1月1日）。